# Mirco Bergamasco
Mirco Bergamasco (* 23. Februar 1983 in Padua) ist ein ehemaliger italienischer Rugby-Union-Spieler und derzeitiger Trainer. Er spielte auf den Positionen Außendreiviertel und Innendreiviertels, gewann zweimal den französischen Meistertitel mit Stade Français und nahm mit der italienische Nationalmannschaft an drei Weltmeisterschaften teil. Gegen Ende seiner aktiven Karriere spielte er auch Rugby League und gehörte dem italienischen Kader für die Rugby-League-Weltmeisterschaft 2017 an.

## Biografie

### Rugby-Union-Spieler
Er stammt aus einer rugbybegeisterten Familie: Sein Vater Arturo Bergamasco war Flügelstürmer für Italien, sein vier Jahre älterer Bruder Mauro Bergamasco spielte mit ihm zusammen im selben Verein und in der Nationalmannschaft. Er begann mit dem Rugbysport beim Verein Selvazzano Rugby, wo auch sein Vater und sein Bruder aktiv waren. 1999 folgte er Mauro zu Petrarca Rugby Padova und war zunächst in der Juniorenabteilung tätig. 2001 folgte sein Debüt in der ersten Mannschaft gegen Rugby Viadana. 2003 wechselten die Bergamasco-Brüder gemeinsam nach Paris zu Stade Français, wo sie 2004 und 2007 den französischen Meistertitel gewannen; hinzu kam 2005 der Gewinn des Heineken Cup. 2010 trennten sich ihre Wege, als Mirco zum Pariser Stadtrivalen Racing Métro 92 wechselte. 2013 kehrte er nach Italien zurück und spielte ein Jahr lang für Rugby Rovigo, von 2014 bis 2016 für Zebre Parma.
Sein Debüt in der Nationalmannschaft gab Bergamasco gegen Frankreich beim Six Nations 2002. Bis 2012 nahm er an allen Ausgaben dieses Turniers teil. Bei den Six Nations 2003 wurde er zum Stammspieler und kam unter anderem beim historischen Sieg über Wales zum Einsatz. In drei der fünf Partien des Turniers legte er jeweils einen Versuch und wurde folglich auch für die Weltmeisterschaft nominiert. Seitdem gehörte er unangefochten zu den Säulen der italienischen Auswahl. 2007 bestritt er sein zweites WM-Turnier. Beim Six Nations 2011 verhalf er Italien zu einem seltenen Sieg über Frankreich.

### Rugby-League-Spieler
Rund ein Jahr lang spielte Bergamasco auch Rugby League. Im Oktober 2016 wurde er in den 22-köpfigen Kader Italiens für die Qualifikation zur Rugby-League-Weltmeisterschaft 2017 berufen. Im März 2017 schloss er sich dem Team Saluzzo Roosters an, der in seiner ersten Saison in der französischen Division 2 spielte. Im Juni 2017 vertrat er Italien in Länderspielen gegen den Libanon und Spanien. Er bestritt zudem ein WM-Vorbereitungsspiel gegen Malta und gehörte daraufhin dem italienischen WM-Kader an, kam jedoch während der Weltmeisterschaft nicht zum Einsatz.

### Trainer
Nachdem Bergamasco seine Sportkarriere als Spieler beendet hatte, kehrte er nach Frankreich zurück, um als Trainer zu arbeiten. In der Saison 2018/19 betreute er zunächst die Hintermannschaft des Amateurvereins RC Aubenas Vals in der Fédérale 1. Im Jahr darauf trainierte er die Hintermannschaft von Soyaux Angoulême XV, die in der Pro D2 spielte, und unterschrieb einen Dreijahresvertrag. Als der Verein nach der zweiten Saison abstieg, endete Bergamascos Vertrag vorzeitig. Parallel dazu schloss er seine Trainerausbildung ab. 2022 unterschrieb Bergamasco bei Stade Nantais, beendete aber nach 16 Monaten aufgrund von Meinungsverschiedenheiten mit der Vereinsführung seine Tätigkeit vorzeitig und wechselte zum Verein USA Limoges.

## Privates
Mirco Bergamasco ist der Sohn von Arturo Bergamasco und der jüngere Bruder von Mauro Bergamasco, beide italienische Nationalspieler. Im Jahr 2007 waren er und sein Bruder auf dem Cover der italienischen Version des Computerspiels Rugby 08 von EA Sports abgebildet.
Seit 2013 ist Bergamasco Veganer. Dazu inspirierte ihn seine Ehefrau, die französisch-iranische Journalistin Ati Safavi. 2017 posierte er nackt für eine Kampagne von PETA, die für den veganen Lebensstil warb. Das Ehepaar tritt auch in Testimonials für die italienische Tierrechtsorganisation Lega Anti Vivisezione (LAV) auf.

## Erfolge
Stade Français:
- 2× französischer Meister (2004, 2007)
- 1× Sieger Heineken Cup (2004/05)

Italien:
- Teilnahme an drei Weltmeisterschaften (2003, 2007, 2011)
- Teilnahmen an 11 Six Nations (2002, 2003, 2004, 2005, 2006, 2007, 2008, 2009, 2010, 2011, 2012)
- Giuseppe-Garibaldi-Trophäe (2011)